# Satijnmonarch
De satijnmonarch (Myiagra cyanoleuca) is een zangvogel uit de familie Monarchidae (monarchen).

## Verspreiding en leefgebied
Deze soort komt voor van noordoostelijk tot zuidoostelijk Australië. Na de broedtijd trekt de vogel naar het noorden naar Nieuw-Guinea en de Bismarck-archipel.

## Status
De grootte van de populatie is niet gekwantificeerd maar de soort wordt omschreven als schaars in het noorden en algemeen in het zuiden. Op de Rode lijst van de IUCN heeft deze soort de status niet bedreigd.